# Xenoplatyura nkolbissonensis
Xenoplatyura nkolbissonensis är en tvåvingeart som först beskrevs av Loïc Matile 1970.  Xenoplatyura nkolbissonensis ingår i släktet Xenoplatyura och familjen platthornsmyggor. Inga underarter finns listade i Catalogue of Life.